# Joëlle Losfeld
Pour les articles homonymes, voir Losfeld.
Joëlle Losfeld, née en 1951 à Paris, est une éditrice française.

## Biographie
Fille de l'éditeur Éric Losfeld, fondateur de la maison d'édition Terrain vague, Joëlle Losfeld – alors monteuse de film de cinéma, – tente, à la mort de son père en 1979, de remettre sur pied cette maison d'édition, avec l'aide de sa mère. Elles décident de garder le nom en y accolant « Losfeld » : Terrain vague-Losfeld.
Comme les affaires ne sont pas florissantes, elle continue d'exercer dans des petits boulots, comme maquettiste, monteuse de cinéma, etc. Elle s'associe un temps avec Gérard Voitey, qui voudrait créer une fédération de petits éditeur. Ainsi, en 1990, Terrain vague-Losfeld, dont elle a gardé la responsabilité, fait partie de la société Edima.
Terrain vague-Losfeld restant en difficulté économique, Joëlle Losfeld décide de tourner la page en 1992 et de fonder sa propre maison d'édition,. Elle se lie à Payot et Rivages pour des raisons de diffusion, puis elle entre en contact avec le groupe Mango, au sein duquel elle revendique une liberté totale. En 1999, elle parvient à relancer la collection Arcanes, créée par son père en 1952. La même année, elle publie Effroyables Jardins de Michel Quint. Un autre auteur important de sa maison d'édition est Albert Cossery. Cette maison est reprise en 2003 par les éditions Gallimard au sein de laquelle elle conserve une certaine indépendance.
En 2025, elle décide de quitter Gallimard, en laissant au groupe la gestion des livres qu'elle avait fait publiés. Son départ a pour objectif la création d'une nouvelle maison d'édition. Elle déclare : « Je me sentais de plus en plus mal à l’aise dans cette structure qui ne cesse de grossir. J’ai envie de retrouver le plaisir de pouvoir publier les textes qui me plaisent. »

## Distinctions
- Officier de l'ordre des Arts et des Lettres[6]
- Chevalier de la Légion d'honneur

## Publications
On doit à cette éditrice la réédition des œuvres d'Albert Cossery, mais aussi la publication d'auteurs comme John Meade Falkner, Liam O'Flaherty, Robin Cook, Taos Amrouche, Michel Quint, Philippe Caubère... Le fonds de littérature étrangère de Joëlle Losfeld est très développé.
Les collections
- Album Beaux livres
- Anthologies
- Arcanes
- Documents
- Icare
- Littérature étrangère
- Littérature française
- Livres-cassettes
- Livrets d'opéra
- Récits témoignages
- Revues
- Théâtre